# 光陽市

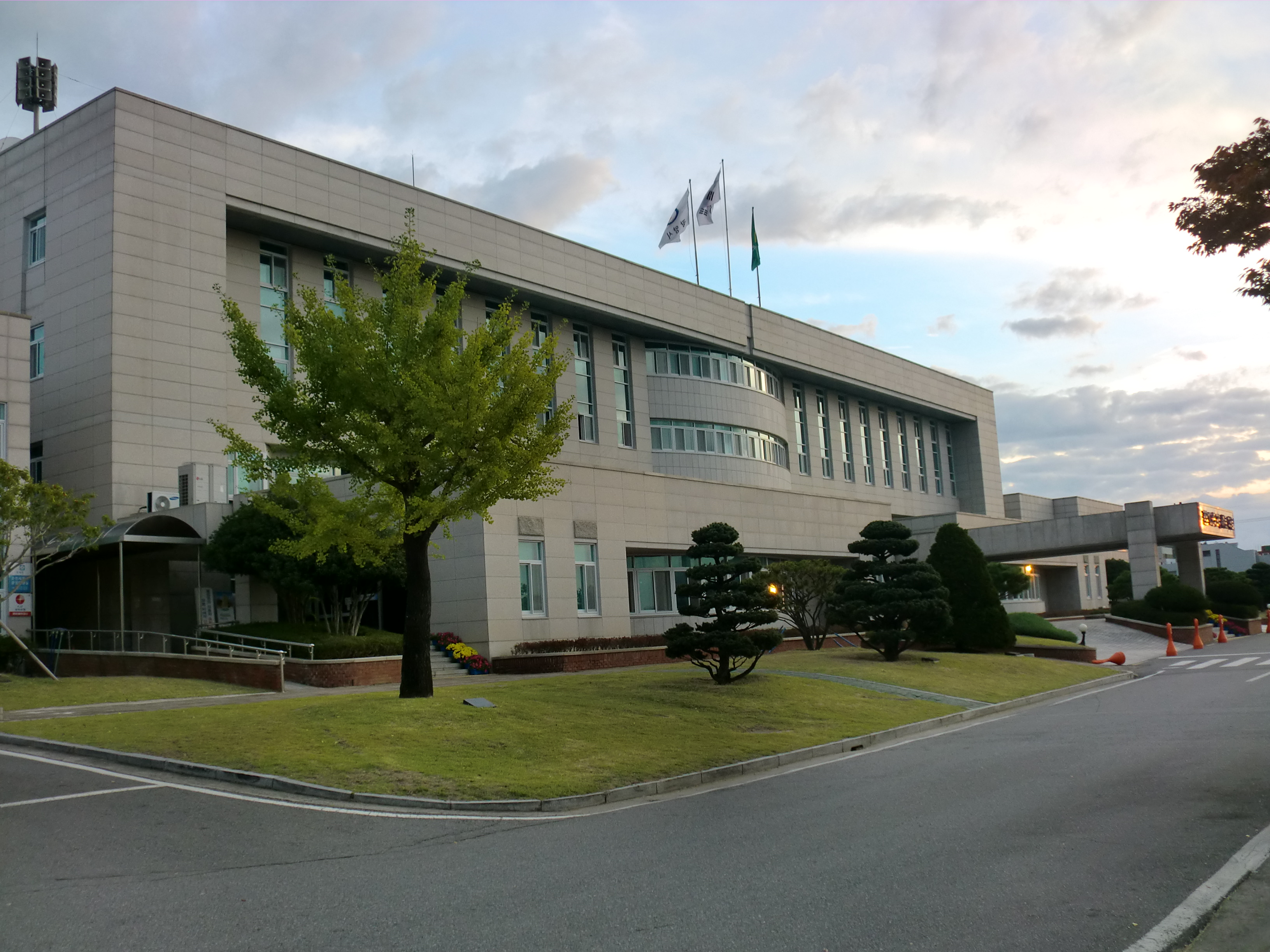
光陽市庁

光陽市（クァンヤンし/こうようし）は、韓国の全羅南道東部にある市である。慶尚南道と接する。光陽湾に面した港湾工業都市で、ポスコ光陽製鉄所がある。光陽湾には蟾津江（ソムジンガン）が流入している。サッカー・Kリーグの全南ドラゴンズの本拠地でもある。市のスローガンは「Sunshine GWANGYANG」。

## 概要
市街地は、光陽邑を中心とする西側のエリアと中馬洞を中心とする東側のエリアに分かれている。光陽駅・光陽総合バスターミナルは西側に、市庁は東側に所在し、両者は10km離れている。

## 歴史
- 1986年1月1日 - 光陽郡骨若面・太金面および玉谷面の一部（広英里）を管轄する全羅南道光陽出張所を設置。
- 1989年1月1日 - 全羅南道光陽出張所の管轄区域が東光陽市に昇格し、光陽郡から分離。[2]
- 1995年1月1日 - 東光陽市・光陽郡が合併し、光陽市が発足。[3]

## 行政区画

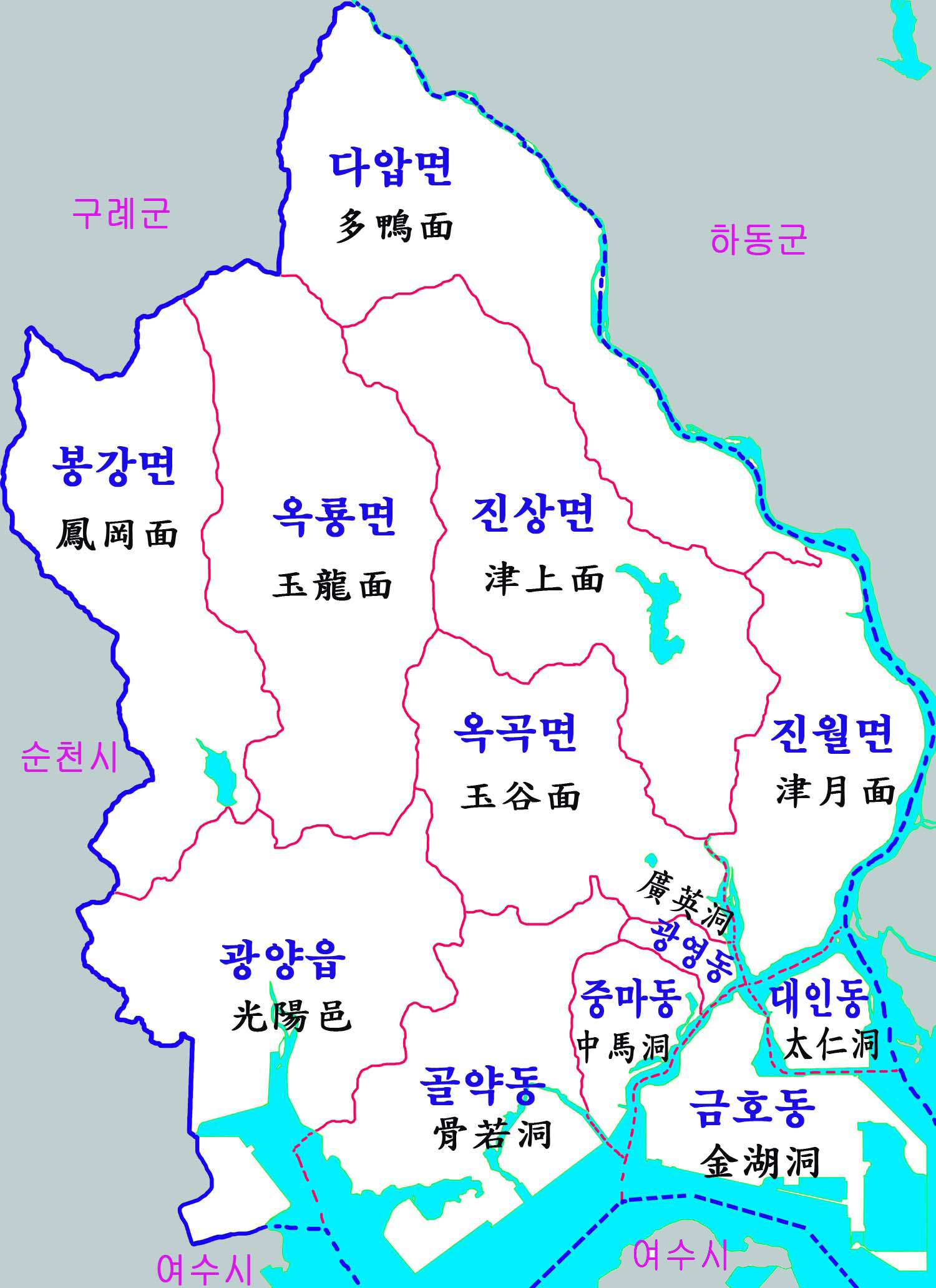
行政区域図

光陽市は1邑・6面・5洞により構成する。市の面積は458.89㎢、人口は2016年11月末時点で60,530世帯、154,211人である。
| 行政洞・邑・面 | 法定洞・法定里 | 世帯   | 人口    | 面積   |
| -------------- | --- | ------ | ------- | ------ |
| 骨若洞         | 黄金洞、黄吉洞、城隍洞、桃李洞、中軍洞                                                                                 | 1,026  | 2,078   | 35.62  |
| 中馬洞         | 中洞、馬洞 | 20,442 | 56,509  | 9.823  |
| 広英洞         | 広英洞 | 5,154  | 12,915  | 3.254  |
| 太仁洞         | 太仁洞 | 1,017  | 2,231   | 6.102  |
| 金湖洞         | 金湖洞 | 5,043  | 13,705  | 18.342 |
| 光陽邑         | 牛山里、亀山里、七星里、邑内里、木城里、草南里、益申里、紗谷里、竹林里、龍江里、仁東里、仁西里、道月里、世豊里、徳礼里 | 19,823 | 50,058  | 54.464 |
| 鳳岡面         | 具書里、鳳堂里、釜楮里、石社里、莘龍里、鳥嶺里、紙谷里                                                                 | 989    | 2,158   | 55.593 |
| 玉龍面         | 東谷里、山南里、龍谷里、雲谷里、雲坪里、栗川里、竹川里、秋山里                                                         | 1,498  | 3,073   | 66.287 |
| 玉谷面         | 大竹里、墨栢里、仙柳里、水坪里、新錦里、元月里、荘洞里                                                                 | 1,502  | 3,215   | 40.299 |
| 津上面         | 錦梨里、飛坪里、蟾居里、於峙里、旨元里、青岩里、黄竹里                                                                 | 1,572  | 3,149   | 65.495 |
| 多鴨面         | 高士里、錦川里、道士里、新院里、荷川里                                                                                 | 906    | 1,833   | 63.624 |
| 津月面         | 馬龍里、望徳里、船所里、松琴里、新鳩里、新鵞里、烏沙里、月吉里、真亭里、車蛇里                                         | 1,558  | 3,234   | 37.163 |
| 光陽市         | | 60,530 | 154,211 | 458.89 |

## 行政

### 警察
- 光陽警察署（光陽邑にある）

### 消防
- 光陽消防署

## 経済

### 主な産業
重工業が発達した都市である。地域の大部分が農業など1次産業が発達した全羅南道ではまれな経緯をたどる。1970年代、POSCOの製鉄所が建設されて以降、南東臨海工業地域に成長している。
2000年代は光陽湾圈經濟自由区域に指定され、現在は物流産業と製鉄業が主な産業となっている。2005年、韓国ガス公社とSKグループが共同で光陽港にLNG受け入れ基地を完成させている。

### 特産物
- 梅
- 牡蠣

### 光陽市に工場・拠点を置く主な企業
- POSCO
- OCI

## スポーツ
光陽サッカー専用球場は東側市街地に所在している。
| 種目    | チーム名       | 創立年度 | ホーム競技場                               |
| Kリーグ | 全南ドラゴンズ | 1994年   | 光陽サッカー専用球場（ドラゴンダンジョン） |

## 交通

### 鉄道
- 韓国鉄道公社
  - 慶全線：津上駅 - 玉谷駅（廃止） - 骨若駅（廃止） - 光陽駅
  - 光陽製鉄線：光陽駅 - 草南駅 - 黄吉駅 - 太金駅
  - 全慶三角線：光陽駅
- 光陽駅は西側にある。市街地に近かったが、線形改良のため2011年に南へ移転した。なお東側市街地へは貨物路線があるものの、旅客列車は運転されていない。
- 経由する旅客列車は全てムグンファ号で、釜田駅（釜山広域市）～順天駅の運転が多い。釜田駅からの所要時間は約4時間。1日1往復のみ馬山駅経由でソウル駅へ向かう列車があるが、8時間を要する。順天駅で全羅線に乗り換えてセマウル号またはKTXでソウル方面に向かうことができるが、接続を考慮したダイヤとはなっていない。

### バス
東西市街地にそれぞれバスターミナルがあり、高速・市外バスは両方を経由するものが多い。
- 光陽総合バスターミナル　西側市街地にある。
- 東光陽バスターミナル（中馬洞バスターミナル）　東側市街地にある。
  - 高速バスは、ソウルへは東ソウル総合バスターミナル・南部市外バスターミナル行きがあり、所要時間は約3時間30分。その他仁川国際空港行きなど。
  - 市外バスは釜山総合バスターミナル経由浦項行きのほか、釜山西部バスターミナル・西大邱・光州・順天行きなど。
  - 麗水空港行き空港バスも両ターミナルを発着する。

### 高速道路
- 南海高速道路
  - 光陽インターチェンジ - 東光陽インターチェンジ - 玉谷インターチェンジ - 津月インターチェンジ - 蟾津江サービスエリア

### 国道
- 国道2号
- 国道59号線 (韓国)（朝鮮語版）

### 港湾・フェリー
- 光陽港
  - 光陽ライン　日本の下関港と結ぶ国際航路。週3回運行で、所要時間12時間～13時間
    - 就航当初は門司港発着便も設定されていた[6]が、2011年3月をもって下関に集約された。2012年2月、光陽フェリーが運休になった。

## 姉妹都市

### 国内
- 松坡区（ソウル特別市）
- 浦項市（慶尚北道）
- 河東郡（慶尚南道）

### 国外
- リンツ（オーストリア オーバーエスターライヒ州）
- 大連市（中華人民共和国 遼寧省）
- 深圳市（中華人民共和国 広東省）2004年10月11日
- 成都市（中華人民共和国 四川省）
- 下関市（日本 山口県）- 友好都市
- 泉大津市（日本 大阪府）
- 台中市（中華民国 直轄市）2009年